# Zdrój (czasopismo)
Zdrój – dwumiesięcznik wydawany przez Wspólnotę Anonimowych Alkoholików w Polsce i określany jako jednoosobowe (drukowane) spotkanie. Zawiera wypowiedzi uczestników AA. Powstało z dwóch lokalnych pisemek: „Ruchu Anonimowych Alkoholików", które ukazywało się we Wrocławiu, i „Zdroju" wychodzącego w Poznaniu. Początkowo ukazywało się pod tytułem „Ruch Anonimowych Alkoholików «Zdrój»”. Jest polskim odpowiednikiem angielskiego organu AA „Grapevine".
Główny dział zawiera wypowiedzi uczestników AA zazwyczaj poświęcone omawianiu poszczególnych kroków z Programu 12 kroków przypadających na aktualne miesiące  oraz wypowiedzi na jakiś temat wiodący. Pozostałe działy to: Z archiwum „Zdroju”, „Głosy przyjaciół AA, Już po drugiej stronie muru – wypowiedzi uczestników AA, którzy do wspólnoty trafili w więzieniu, Po drugiej stronie muru – wypowiedzi uczestników grup spotykających się w więzieniu oraz niewielki dział zawierający wypowiedzi uczestników Al-Anon. Czasopismo zawiera także informacje o ponadgrupowych spotkaniach i innych ważnych sprawach organizacyjnych. Ma wydania lokalne: „Mityng”, „Karlik”, „Warta”.